# Rebecca Holloway
Pour les articles homonymes, voir Holloway.
Rebecca Holloway, née le 25 août 1995 à Nailsea au Royaume-Uni, est une footballeuse internationale nord-irlandaise. Elle évolue au poste d'arrière gauche ou milieu de terrain à Birmingham City.

## Biographie

### En club
Née à Nailsea, dans le North Somerset, Holloway commence à jouer au football à l'âge de cinq ans pour le club local de Nailsea Boys, avant de passer à Clevedon Town et enfin à Bristol City, où elle est entraînée par le futur sélectionneur de l'Angleterre, Mark Sampson.
En 2015, Holloway part aux États-Unis pour étudier et jouer au football universitaire à l'Université Cumberland. Elle y joue quatre saisons pour les Cumberland Phoenix. Elle est nommée consécutivement joueuse de l'année de la Mid-South Conference en 2017 et 2018.
En 2019, Holloway joue pour l'équipe semi-professionnelle du Nashville Rhythm. Elle joue 11 matchs, marquant un but. Le club terminera deuxième de la Conférence du Sud-Est.
Le 24 juillet 2019, la nord-irlandaise retourne en Angleterre pour signer avec Birmingham City. Le 19 juillet 2021, Holloway signe une prolongation de contrat à Birmingham pour la saison 2021-2022.
Le 31 mars 2022, le Racing Louisville signe la joueuse pour deux ans.

### En équipe nationale
Holloway représente l'Irlande du Nord aves les moins de 19 ans. Elle reçoit plusieurs invitations à des camps d'entraînement de l'équipe féminine senior, mais ses études aux États-Unis l'en empêche.
En août 2019, Holloway est appelée avec la sélection nord-irlandaise pour les éliminatoires de l'Euro 2022 contre la Norvège et le Pays de Galles, mais ne joue pas lors de ces deux rencontres.
Après s'être retirée de l'équipe nationale pour se concentrer sur sa santé mentale, Holloway fait ses débuts en équipe nationale le 9 avril 2021, contre l'Ukraine, lors des barrages de l'Euro 2022. Elle joue l'intégralité des deux matchs, remplaçant l'arrière gauche Demi Vance, blessée pour plusieurs mois. L'Irlande du Nord s'impose 4-1 sur l'ensemble des deux matchs, qualifiant l'équipe pour l'Euro 2022. C'est la première fois que l'Irlande du Nord se qualifie pour un tournoi international majeur.
Le 25 novembre 2021, elle inscrit son premier but en sélection lors des éliminatoires de l'Euro 2022 contre la Macédoine du Nord (large victoire 0-11) au Petar Miloševski Training Centre de Skopje. Quatre jours plus tard, elle marque un doublé contre cette même équipe (victoire 9-0) au Seaview de Belfast.
Le 27 juin 2022, elle est sélectionnée par Kenny Shiels pour disputer l'Euro 2022.